# محمد فرحان عبيدات
محمد فرحان عبيدات سياسي أردني، شغل منصب وزير الأشغال العامة الأردني، وهو عضو في مجلس الأعيان الأردني.

## نشأته وتحصيله العلمي
ولد محمد فرحان عبيدات في بلدة كفر سوم في محافظة إربد بالأردن. تخرج من معهد خضوري (جامعة لاحقًا) في مدينة طولكرم الفلسطينية.

## مناصبه
- مساعد وكيل وزارة التربية والتعليم الأردنية.[1]
- المستشار الثقافي في السفارة الأردنية بالقاهرة.[1]
- وزير الأشغال العامة الأردني، منذ 22 مايو 1971 وحتى 28 نوفمبر 1971، في حكومة وصفي التل الخامسة.[2][3]
- وزير الأشغال العامة الأردني، منذ 29 نوفمبر 1971 وحتى 21 أغسطس 1972، في حكومة أحمد اللوزي الأولى.[4]
- عضو المجلس الوطني الاستشاري الأردني، عام 1978.[1]
- عضو مجلس الأعيان الأردني الثاني عشر، منذ 20 أبريل 1980 وحتى 20 يناير 1983.[5]
- عضو مجلس الأمة الأردني، منذ 20 أبريل 1980 وحتى 20 يناير 1983.
- عضو مجلس الأعيان الأردني الثالث عشر، منذ 20 يناير 1983 وحتى 11 يناير 1984.[6]
- عضو مجلس الأمة الأردني، منذ 20 يناير 1983 وحتى 11 يناير 1984.